# Žďárky
Žďárky (deutsch Kleinbrand) ist eine Gemeinde in Tschechien. Sie liegt drei Kilometer südöstlich von Hronov in 397 m ü. M. an der Grenze zu Polen und gehört dem Okres Náchod an.

## Geographie

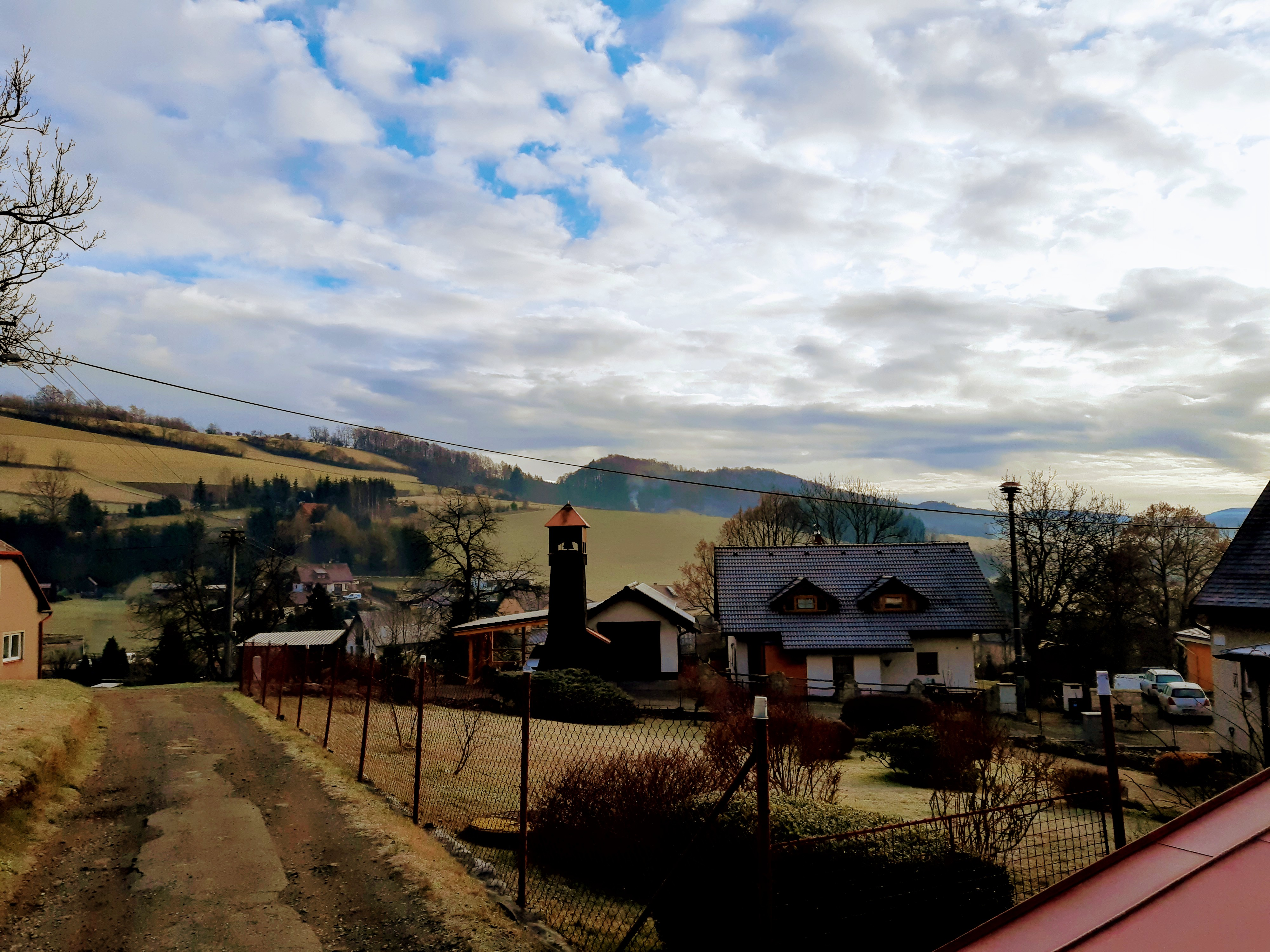
Žďárky

Das Dorf liegt an den westlichen Ausläufern des Heuscheuergebirges im Tal des Flüsschens Brlenka (Berlenkabach), die östlich von Vysoká Srbská (Hochsichel) entspringt und südlich von Brné in die Czermnica (Tscherbeneyer Bach) mündet.
Nachbarorte sind im Südwesten Velké Poříčí (Groß Poritsch), im Westen Hronov, im Norden Zlíčko und Závrchy sowie auf polnischer Seite im Osten Pstrążna (Straußeney) und im Südosten Czermna (Tscherbeney).

## Geschichte
Das zur Herrschaft Nachod gehörende Žďárky wurde erstmals 1415 urkundlich erwähnt. Es lag in früherer Zeit an der Straße von Nachod über Schlaney und Politz nach Braunau, da die jetzige Verbindung rechts der Metuje (Mettau) noch nicht existierte. Sie wurde erst geschaffen, nachdem durch die Inbesitznahme der bis dahin böhmischen Grafschaft Glatz durch Preußen 1763 Teile des bisherigen Weges links der Mettau nunmehr jenseits der preußischen Grenze lagen. Dadurch geriet Žďárky in eine abseitige Grenzlage. Die neue Grenzziehung hatte auch zur Folge, dass Žďárky, das seit ältesten Zeiten kirchlich zur Pfarrei St. Bartholomäus in Tscherbeney gehörte, 1780 zur Pfarrei Hronov umgepfarrt wurde.
1794 lebten in Žďárky 394 Einwohner. Einige Jahre später veranlasste der neue Besitzer der Herrschaft Nachod, Herzog Peter von Biron, die Errichtung einer Dorfschule. Er führte auch Erleichterungen beim Frondienst ein. 1848 wurde die Grundherrschaft aufgelöst. Während der Zeit des Bergbaus hatte Žďárky über 1000 Einwohner.
Nach dem Zweiten Weltkrieg wurde die Grenze 1945 zum nun polnischen Pstrążna geschlossen und erst im Rahmen des Beitritts beider Staaten zum Schengen-Raum 2007 wieder geöffnet.

## Bergbau
Bis ins 18. Jahrhundert verdienten sich die Einwohner ihren Lebensunterhalt vornehmlich als Hausweber, Kleinbauern oder Tagelöhner. Dies änderte sich, als am Heideberg (Borek) im Tal des Straußeneyer Baches (Strouženský potok, polnisch Pstrążnik) nahe Bühlfeld (Závrchy) ein Steinkohlenvorkommen entdeckt wurde. Der Abbau erfolgte in der Neuen Barbara-Grube und der Josef-Grube. Die Kohle wurde u. a. zum Brennen der Ziegeln verwendet, die beim Bau der Festung Josefstadt benötigt wurden.
Nach vorangegangenen Untersuchungen des Hronower Schichtmeisters Georg Michael Franke erfolgte 1805 an der nunmehrigen preußischen Grenze die Eröffnung der Wilhelminen-Grube, deren Namensgeberin die Besitzerin der Herrschaft Nachod, Wilhelmine von Sagan, war. 1834 wurde die Wilhelminen-Grube mit den Bergwerken Rosalie und Hůrka, die auf der preußischen Seite bei Straußeney lagen, verbunden. 1836 wurde das Abbaurecht für zehn Jahre an den damaligen Hronover Pfarrer und späteren Dekan von Nachod, Josef Regner, verpachtet, der jedoch keinen wirtschaftlichen Erfolg verbuchen konnte. Diese Periode der Grubengeschichte verarbeitete anschaulich der Schriftsteller Alois Jirásek in Band 3 (Osetek) seines Romans „U nás“, in dem Regner (nach seinem Geburtsort) als Havlovicky bezeichnet wird. Da Jirásek bei seinen Recherchen Verwandte und andere Zeitzeugen der Umgebung befragte, dürfte seine Darstellung authentisch sein.
1846 wurde die Wilhelminen-Grube aus unbekannten Gründen stillgelegt und dann verkauft, weil sich die Nachoder Herrschaft an den rentableren Bergwerken am Falkengebirge beteiligte. Der Betrieb der Wilhelminen-Grube wurde zwar nach häufigen Besitzerwechseln immer wieder aufgenommen, blieb jedoch unrentabel, so dass der Betrieb 1904 eingestellt wurde. Von 1907 bis 1922 wurde nochmals Kohle abgebaut. Am 22. Februar 1925 wurde der Förderturm umgelegt. Auch in Straußeney war 1929 der Steinkohlenbergbau eingestellt worden.

## Sehenswürdigkeiten
- Am rechten Ufer der Brlenka oberhalb der Schule stehen fünf Eschen (Bartoňovy jasany), die seit dem Jahr 2002 als Baumdenkmal geschützt sind.[4]

## Persönlichkeiten
- Josef Bartoň-Dobenín (1838–1920), Textilunternehmer
- Josef Bartoň-Dobenín (1862–1951), Textilunternehmer
- Cyril Bartoň-Dobenín (1863–1953), Textilunternehmer